# Hakea trineura
Hakea trineura är en tvåhjärtbladig växtart som först beskrevs av F. Müll., och fick sitt nu gällande namn av F. Müll.. Hakea trineura ingår i släktet Hakea och familjen Proteaceae. Inga underarter finns listade i Catalogue of Life.